# ジュゼッピーナ・プロジェット＝フラウ
ジュゼッピーナ・プロジェット＝フラウ（Giuseppina Projetto-Frau、1902年5月30日 - 2018年7月6日）は、イタリアの長寿の女性。2017年4月15日に世界最高齢であったエンマ・モラーノが死去したことにより、イタリア出身者で最高齢、同年7月13日にアメリカ出身のマリー＝ジョセフィン・ゴーディトが死去したことにより、イタリア在住者で最高齢の人物となった。同年12月15日にスペインのアナ・ベラ＝ルビオが死去したため、ヨーロッパ全体で最高齢の人物並びに世界で田島ナビと都千代に次ぐ3番目に高齢の人物となった。2018年4月21日には田島ナビが死去したことで世界で都千代に次ぐ2番目に高齢の人物となった。
イタリア国内においては史上3番目の長寿記録保持者である。また、年齢が検証された1902年生まれの世界で最後の生存者であった。

## 人物
1902年、ラ・マッダレーナに生まれる。1946年、3人の連れ子を持つジュゼッペ・フラウ（Giuseppe Frau）と結婚した。複数の出典が彼女が44歳という比較的高齢にて初めて結婚し、その後に息子のレナート（Renato）を出産したことを示しているものの、2013年6月20日にギネス世界記録の長寿記録の出典として使われているジェロントロジー・リサーチ・グループによって彼女の生年月日は正しいものとして認定されている。彼女の唯一の子であったレナートは1980年代、ドノラティコの海岸で溺れていた水泳選手を救助しようとして39歳という年齢で早世した。
2018年7月6日、116歳37日で死去。当時世界最高齢だった都が存命していたため、世界最高齢にはなれなかった。